# Vautour (comics)
Pour les articles homonymes, voir Vautour (homonymie).
Adrian Toomes, alias le Vautour (« Vulture » en VO) est un super-vilain évoluant dans l'univers Marvel de la maison d'édition Marvel Comics. Créé par le scénariste Stan Lee et le dessinateur Steve Ditko, le personnage de fiction apparaît pour la première fois dans le comic book Amazing Spider-Man (vol. 1) #2 en mai 1963.
Le personnage est un ennemi récurrent du héros Spider-Man.

## Biographie du personnage

### Origines
Adrian Toomes était un ingénieur en électronique. Il se retrouve ruiné lorsque son associé sans scrupule prend le contrôle de leur compagnie et l'évince. Pour se venger, Toomes utilise l'une de ses dernières inventions, un harnais électromagnétique volant.
Grâce à son harnais volant, Toomes s'introduit dans son ancien bureau et vole tout l'argent et le matériel qui s'y trouvent. Galvanisé par ses grandes capacités, il comprend qu'il peut faire fortune en devenant criminel professionnel.

### Parcours
Malheureusement pour Toomes, Spider-Man met brusquement fin à sa première croisade. Furieux à la suite de cet incident, le Vautour jure de se venger du tisseur.
Cependant, son âge le rattrape régulièrement. Il manque de mourir en prison et passe le flambeau à Draco, un autre détenu. Draco est cependant vaincu lors d'un combat opposant Kraven et Spiderman. Toomes reprend le costume du Vautour mais finit par échouer en maison de retraite. Ironiquement, c'est alors Nathan Lubeski, nouvel amour de May Parker, qui rend goût à la vie à un Vautour désespéré.
Peu de temps après cependant, le Vautour est cerné par les forces de polices et doit prendre un otage. Il se sert de Nathan comme bouclier sans se rendre compte de l'identité de ce dernier, et Nathan meurt d'une attaque cardiaque dans les bras de May.
Apprenant qu'il est atteint d'un cancer incurable, le Vautour décide de rembourser ses vieilles dettes : il élimine un à un les personnes qui l'ont trahi puis se rend chez May Parker afin d'expliquer sa responsabilité dans la mort de Nathan et de s'excuser auprès d'elle. May Parker le rejette, et un combat contre Spider-Man ramène Toomes en prison.
Toomes s'évade à nouveau, après lecture d'un article sur le Rejuvenator, appareil permettant d'absorber la jeunesse d'autrui. Il s'en empare et s'en sert sur Peter Parker, et regagne temporairement sa jeunesse. Ce nouveau Vautour devient alors un vampire aspirant la force vitale de ses victimes. Il s'associe alors au Caméléon lorsque celui-ci tente d'apprendre l'identité de Spider-Man grâce à des androïdes à l'image des parents de Peter Parker. À la fin de cette saga, Toomes aspire la vie de la fausse Mme Parker et rajeunit de façon permanente. Le jeune Vautour disparaît cependant lorsque Toomes revient à son âge véritable par DK, cobaye humain se nourrissant, lui aussi, de l'essence de ses victimes.
Récemment, Toomes est réapparu dans la comme coéquipier d'Electro et tenta de doubler le Hibou. Celui-ci se vengea en défigurant le Vautour, crevant l'un de ses yeux.

## Pouvoirs, capacités et équipement
Adrian Toomes est un brillant ingénieur en électronique, ainsi qu'un inventeur talentueux. Ses pouvoirs surhumains en tant que Vautour proviennent du harnais électromagnétique qu'il a conçu.
- Grâce à son harnais, le Vautour peut voler dans les airs et atteindre une vitesse maximum de 150 km/h. Il peut voler pendant six heures de suite sans se fatiguer, et jusqu'à une altitude maximale de 3 350 m (au-delà, il lui devient impossible de respirer normalement). Il peut aussi planer sur de très longues distances et manœuvrer en plein vol avec une étonnante précision. Il est notamment capable de se retourner, de plonger et d'accomplir de nombreuses acrobaties aériennes sans difficultés[2].
- Le harnais accroît également sa force, lui permettant de soulever un maximum de 350 kg[2].
- Le harnais améliore aussi ses capacités athlétiques, son endurance et sa vitalité, qui atteignent des niveaux supérieurs à la normale pour un être humain de son âge[2].

Lorsque le Vautour retire son harnais, sa force surhumaine ne disparaît pas immédiatement mais retrouve son niveau normal petit à petit. Le fonctionnement précis de son harnais reste pour le moment encore largement inconnu.

## Apparitions dans d'autres médias
Sauf indication contraire, les informations mentionnées dans cette section peuvent être confirmées par la base de données cinématographiques IMDb,  présente dans la section « Liens externes ».

### Cinéma
- 2014 : The Amazing Spider-Man : Le Destin d'un héros réalisé par Marc Webb – On aperçoit l’équipement du Vautour dans les laboratoires d’Oscorp.

Interprété par Michael Keaton dans l'univers cinématographique Marvel
- 2017 : Spider-Man : Homecoming réalisé par Jon Watts

Adrian Toomes était à l'origine le chef d'une compagnie de nettoyage qui s'occupait de récupérer les restes de vaisseaux Chitauri après les événements d'Avengers. Malheureusement, une compagnie gouvernementale nommée Damage Control récupéra les droits d'exploitation et Toomes et ses collègues perdirent leur contrat signé avec la ville. Enragé, Toomes garda le matériel Chitauri qu'il n'avait pas encore rendu et s'en servi pour se créer un puissant costume volant. Sa présence dans le film est un hommage au quatrième film (Spider-Man 4) annulé de la saga Spider Man de Sam Raimi, dans lequel le personnage devait apparaître.
- 2022 : Morbius réalisé par Daniel Espinosa

### Télévision
- 1994-1998 : Spider-Man, l'homme-araignée (série d'animation) – Ici, Adrian Toomes est vieux et se sert de l'énergie vitale d'innocents pour redevenir jeune, vieillissant prématurément ses victimes. Adrian ne peut toutefois conserver cette énergie que peu de temps. Lors d'un combat entre le Vautour et Spider-Man, le Vautour absorbe l'énergie vitale et l'ADN de Spider-man et le laisse inconscient. Spider-man, maintenant vieux, s'enfuit. Deux problèmes surviennent ensuite : Spider-man était censé récupérer son énergie (comme toutes les précédentes victimes du Vautour) mais rien ne se passe et le Vautour se voit subir la mutation de Spider-Man en araignée. Le problème est résolu lorsque Spider-man récupère son énergie vitale. Le Vautour garde cependant en lui une partie de l'ADN de Spider-man, le vouant à se transformer en monstre-araignée. Néanmoins, sans que la raison en soit clairement donnée, lorsque le Vautour réapparaît plus tard dans la série, son problème de mutation semble avoir évolué vers un état instable où le Vautour passe continuellement de son physique de vieillard à son physique de jeune homme, sans que le processus ni même la durée entre chaque transformation soient contrôlables ou prévisibles en aucune manière. Le Vautour résoudra le problème en se substituant à Spider-Man, dans un transfert énergétique où le justicier allait, contre son gré, être amené à échanger son âge (voire peut-être même ses pouvoirs) contre celui de Silvermane, chef criminel réduit à l'état de bébé à la suite d'une utilisation malheureuse de la Table du Temps, artefact pré-colombien dont le Vautour s'était lui-même inspiré pour créer la technologie qui lui permettait de voler temporairement l'âge de ses victimes. Finalement, Spider-Man sort indemne de l'opération de transfert, Silvermane recouvre le physique de vieillard qu'il avait avant de s'exposer à la Table du Temps, tandis que le Vautour récupère de façon stable son physique de jeune homme. À la suite de cela, le Vautour se joindra à l'équipe des six combattants qui sera formée par le Caïd pour la seconde fois, prenant au sein de celle-ci le remplacement de Mystério, disparu peu avant.
- 2008-2009 : Spectacular Spider-Man (série d'animation) – Adrian Toomes se fait voler ses inventions par Norman Osborn. Il devient le Vautour afin de se venger. Il se fait arrêter par Spider-Man. Il fait partie également des Sinistres Six, et affronte Spider-Man en costume noir. Il refait apparition dans la saison 2 où il travaille pour le grand stratège. Il est arrêté une première fois par Spider-Man mais échappe au policier. Il enlève Gwen Stacy avec l'aide d'Electro. Il se fait arrêter d'une manière inconnue puisqu'il se retrouve en prison quand Spider-Man s'y trouve là-bas.
- depuis 2014 : Ultimate Spider-Man (série d'animation) – Peter part en quête de recruter de jeunes personnes découvrant leurs super-pouvoirs, dont un Vautour parmi eux qui se nomme Adrian.  Le Vautour en question est un adolescent amnésique qui a été le cobaye d'expérience sur la génétique du Dr.Octopus chez Oscorp.
- 2017 : Marvel Spider-Man (série d'animation)